# Protorhabditis filiformis
Protorhabditis filiformis är en rundmaskart. Protorhabditis filiformis ingår i släktet Protorhabditis, och familjen Rhabditidae. Arten är reproducerande i Sverige.